# Bouttencourt
Bouttencourt är en kommun i departementet Somme i regionen Hauts-de-France i norra Frankrike. Kommunen ligger i kantonen Gamaches som tillhör arrondissementet Abbeville. År 2022 hade Bouttencourt 929 invånare.

## Befolkningsutveckling
Antalet invånare i kommunen Bouttencourt
| Referens: INSEE |